# Жети-Таш
Жети-Таш (кирг. Жети-Таш) — село в Лейлекском районе Баткенской области Кыргызстана. Входит в состав Кен-Талааского айылного аймака.

## География
Село расположено в западной части области, на расстоянии приблизительно 48 километров (по прямой) к северо-востоку от города Раззакова, административного центра района. Абсолютная высота — 1328 метров над уровнем моря.

## История
До 1 января 2023 года село носило название Дархум.

## Население
Согласно оценочным данным Национального статистического комитета Кыргызской Республики, численность населения села на начало 2023 года составляла 942 человека.
| год     | 2009 | 2014 | 2015 | 2020 | 2021 | 2023 |
| ------- | ---- | ---- | ---- | ---- | ---- | ---- |
| человек | 772  | 1071 | 1025 | 949  | 928  | 942  |